# Solos (miniserie)
Solos es una miniserie de televisión en streaming de antología dramática estadounidense creada por David Weil y producida por Amazon Studios. Está protagonizada por Morgan Freeman, Anne Hathaway, Helen Mirren, Uzo Aduba, Anthony Mackie, Constance Wu, Dan Stevens y Nicole Beharie. La serie de siete episodios se estrenó el 21 de mayo de 2021 en Amazon Prime Video en Reino Unido, Estados Unidos, Australia, Canadá, Irlanda, India y Nueva Zelanda y posteriormente en ese mismo año en otros territorios.

## Sinopsis
La serie reflexiona sobre el significado más profundo de las interconexiones humanas a través de la visión individual de sus protagonistas.

## Reparto
- Uzo Aduba - Sasha
- Nicole Beharie - Nera
- Morgan Freeman - Stuart
- Anne Hathaway - Leah
- Anthony Mackie - Tom
- Helen Mirren - Peg
- Dan Stevens - Otto
- Constance Wu - Jenny